# Association of Biomolecular Resource Facilities
La Association of Biomolecular Resource Facilities (ABRF) se dedica a promover los laboratorios biotecnológicos centrales y de investigación a través de la investigación, la comunicación y la educación. Entre los miembros de la ABRF hay más de 2.000 científicos que representan a 340 laboratorios básicos diferentes de 41 países, incluidos los de la industria, la administración pública y las instituciones académicas y de investigación.

## Historia
En 1986 se celebró una Reunión Satélite de Instalaciones de Recursos de Investigación junto con la Sexta Conferencia Internacional sobre Métodos de Análisis de Secuencia de Proteínas. 
Al año siguiente se enviaron muestras de secuenciación de proteínas y aminoácidos para estudiar 103 instalaciones centrales. En 1989, la ABRF se organizó y constituyó formalmente. Cada año se celebraba una reunión anual como reunión satélite de la Protein Society hasta 1996, año en que comenzaron a celebrarse reuniones separadas.

## Grupos de investigación de la ABRF
Los Grupos de Investigación se crean para cumplir dos de los objetivos de la Asociación de Instalaciones de Recursos Biomoleculares. En primer lugar, proporcionar mecanismos para la autoevaluación y mejora de la exactitud, precisión y eficiencia de los procedimientos y operaciones en las instalaciones de recursos y laboratorios de investigación. En segundo lugar, contribuir a la educación del personal de las instalaciones de recursos y laboratorios de investigación, usuarios, administradores y miembros interesados de la comunidad científica. Los resultados de los estudios del Grupo de Investigación ABRF se han publicado en artículos científicos. Los resultados de los estudios del Grupo de Investigación ABRF se han reutilizado en otras investigaciones.
- Grupo de secuenciación de próxima generación ABRF (ABRF-NGS)
- Grupo de Investigación en Tecnología de Anticuerpos (ARG)
- Grupo de Investigación Biomédica 'Omics (BORG)
- Grupo de Investigación en Secuenciación de ADN (DSRG)
- Grupo de Investigación en Citometría de Flujo (FCRG)
- Grupo de Investigación en Genómica (GVRG)
- Grupo de Investigación de Glicoproteínas (gPRG)
- Grupo de Investigación en Microscopía Óptica (LMRG)
- Grupo de Investigación en Metabolómica (MRG)
- Grupo de Investigación en Metagenómica (MGRG)
- Grupo de Investigación de Interacciones Moleculares (MIRG)
- Grupo de Investigación de  Ácidos Nucleicos (NARG)
- Grupo de Investigación en Expresión de Proteínas (PERG)
- Grupo de Investigación en Secuenciación de Proteínas (PSRG)
- Grupo de Investigación en Proteómica (PRG)
- Grupo de Investigación en Informática del Proteoma (iPRG)
- Grupo de Investigación de Estándares de Proteómica (sPRG)

## Tecnologías de recursos
Los miembros de la ABRF participan en un amplio espectro de tecnologías biomoleculares que se aplican en instalaciones centrales:
- Automatización: cribado de alto rendimiento, LIMS, robótica.
- Química de proteínas/péptidos: análisis de aminoácidos, secuenciación de terminales N y C, síntesis de péptidos, matrices de péptidos/proteínas.
- Biofísica: calorimetría, CD, fluorescencia, dispersión de luz, SPR, ultracentrifugación.
- Clasificación celular activadora de fluorescencia por citometría de flujo
- Expresión, identificación y perfiles de proteínas: fluorescencia diferencial, electroforesis en gel 2-D convencional, descubrimiento de biomarcadores de enfermedades.
- Expresión y perfiles genéticos: matrices de genes, PCR en tiempo real.
- Espectrometría de masas: análisis cualitativo, cuantitativo y estructural de proteínas, carbohidratos, oligonucleótidos y lípidos .
- Microscopía microscopía óptica e imágenes, microscopía confocal.
- Química de los Ácidos Nucleicos : secuenciación de ADN, síntesis de ADN, síntesis de ARN, genotipado.
- Separaciones: PAGE 1 y 2-D, electroforesis capilar, cromatografía .
- Control de Calidad: GLP, GMP, calidad y cumplimiento.
- Universal Proteomics Standard (UPS), una mezcla de proteínas utilizada como estándar de referencia en proteómica, introducida por el sPRG antes mencionado.[10] Esto incluye dos conjuntos: el original (UPS1, donde las 48 proteínas están a 48 pmol), y un rango dinámico de concentraciones (llamado UPS2), que va de 500 amol a 50 pmol.[11]
- Otros: bioinformática, análisis de carbohidratos, visualización diferencial, producción de proteínas recombinantes.

## Conferencia anual
La conferencia anual de la Association of Biomolecular Resource Facilities se celebra cada año en primavera en una ciudad norteamericana diferente. Esta conferencia internacional sirve para dar a conocer a los miembros la biotecnología nueva y emergente a través de conferencias, mesas redondas, presentaciones de grupos de investigación, sesiones de pósters, talleres y exposiciones técnicas.
- ABRF 2023, 7-10 de mayo de 2023, Boston, MA
- ABRF 2022, 27–30 de marzo de 2022, Palm Springs, CA
- ABRF 2021, 7 a 11 de marzo de 2021, reunión virtual debido al COVID-19
- ABRF 2020, 29 de febrero - 3 de marzo de 2020, Palm Springs, CA
- ABRF 2019, 23–26 de marzo, San Antonio, Texas; 30 años desafiando los límites de la ciencia y la tecnología, abriendo puertas al futuro
- ABRF 2018, 22–25 de abril, Myrtle Beach, Carolina del Sur ; La Conferencia Premier de Servicios Básicos
- ABRF 2017, 25–28 de marzo, San Diego, California; Un foro para promover las tecnologías centrales de hoy para permitir las innovaciones del mañana
- ABRF 2016, 20–23 de febrero, Pie. Lauderdale, Florida; Tecnologías innovadoras que aceleran el descubrimiento
- ABRF 2015, 28–31 de marzo, San Luis, Misuri; Tecnologías integradoras para el avance de los núcleos científicos
- ABRF 2014, 23–25 de marzo, Albuquerque, Nuevo México; Ciencia en equipo y Big Data: núcleos en la frontera
- ABRF 2013, 2 a 5 de marzo, Palm Springs, California; Herramientas para el avance de la ciencia de la convergencia
- ABRF 2012, 17–20 de marzo, Orlando, Florida; Aprendiendo de las biomoléculas
- ABRF 2011, 19 a 22 de febrero, San Antonio, Texas; Tecnologías para permitir la medicina personalizada
- ABRF 2010, 20–23 de marzo, Sacramento, California; Traducir la investigación básica con avances en la tecnología biomolecular
- ABRF 2009, 7 a 10 de febrero, Memphis, Tennessee; Aplicación y optimización de biotecnologías existentes y emergentes
- ABRF 2008, 9 a 12 de febrero, Salt Lake City, Utah; Habilitación de tecnologías en las ciencias biológicas
- ABRF 2007, 31 de marzo al 3 de abril, Tampa, Florida; Creando la hoja de ruta biológica
- ABRF 2006, 11 a 14 de febrero, Long Beach, California; Integrando ciencia, herramientas y tecnologías con la biología de sistemas
- ABRF 2005, 5 a 8 de febrero, Savannah, Georgia; Tecnologías biomoleculares: del descubrimiento a la hipótesis
- ABRF 2004, 28 de febrero al 2 de marzo, Portland, Oregón; Integración de tecnologías en proteómica y genómica
- ABRF 2003, 10 a 13 de febrero, Denver, Colorado; Traducir la biología mediante proteómica y genómica funcional
- ABRF 2002, 9–12 de marzo, Austin, Texas; Tecnologías biomoleculares: herramientas para el descubrimiento en proteómica y genómica
- ABRF 2001, 24–27 de febrero, San Diego, CA; La Nueva Biología: Tecnología para resolver Comunicaciones Macromoleculares
- ABRF 2000, 19 a 22 de febrero, Bellevue, Washington; Del análisis singular al global de los sistemas biológicos
- ABRF 1999, 19–22 de marzo, Durham, Carolina del Norte; Bioinformática y tecnologías biomoleculares: vinculación de genomas, proteomas y bioquímica
- ABRF 1998, 21 a 24 de marzo, San Diego, California; De los genomas a la función: desafíos técnicos de la era posgenoma
- ABRF 1997, 9 a 12 de febrero, Baltimore, Maryland; Técnicas en la interfaz genoma-proteoma
- ABRF 1996, 30 de marzo al 2 de abril, San Francisco, California; Técnicas Biomoleculares

## Premio ABRF
El premio de la ABRF se concede en la reunión anual de la ABRF por contribuciones destacadas a las tecnologías biomoleculares. Ganadores de premios anteriores (los años se refieren a la conferencia anual en la que se presentó el premio):
- 2023 Christie G. Enke y Richard Yost por su desarrollo del espectrómetro de masas de triple cuadrupolo y el tremendo impacto que han tenido los triples cuadripolos en una amplia gama de aplicaciones de investigación biomédica.
- 2022 Jennifer Lippincott-Schwartz
- 2021 -
- 2020 George Church por su investigación pionera en secuenciación genómica y su liderazgo en los campos de la terapia génica y las tecnologías de biología sintética.
- 2019 Richard M. Caprioli por el descubrimiento del procesamiento temporal y espacial en sistemas biológicos mediante espectrometría de masas.
- 2018 Amos Bairoch por el desarrollo de recursos comunitarios como UniProtKB/Swiss-Prot Knowledgebase, PROSITE, ENZYME y neXtProt .
- 2017 Sir Shankar Balasubramanian y David Klenerman por la invención de un método de secuenciación de ADN de próxima generación que se conoce comúnmente hoy como "secuenciación por síntesis".
- 2016 Emmanuelle Charpentier y Jennifer Doudna por el desarrollo de tecnologías de edición del genoma CRISPR/Cas9.
- 2015 John G. White y William Bradshaw Amos por el desarrollo de un microscopio confocal de barrido láser de alta resolución
- 2014 Patrick H. O'Farrell, por el desarrollo de electroforesis en gel bidimensional.
- 2013 Leonard Herzenberg y Leonore Herzenberg por el desarrollo de la clasificación de células activadas por flujo (FACS).
- 2012 Alan G. Marshall por el desarrollo de la espectrometría de masas por resonancia ciclotrón de iones por transformada de Fourier (FT-ICR).
- 2011 Sir Alec John Jeffreys: técnicas desarrolladas para la toma de huellas dactilares y la elaboración de perfiles de ADN
- 2010 Pat Brown : Trabajo pionero en el desarrollo de microarrays y las diversas aplicaciones de esta tecnología en la investigación genética.
- 2009 Mathías Uhlén
- 2008 Ruedi Aebersold
- 2007 Donald F. Caza
- 2006 Roger Tsien
- 2005 Stephen Fodor
- 2004 Edwin Sur
- 2003 Franz Hillenkamp y Michael Karas
- 2002 John Fenn
- 2001 Csaba Horvath
- 2000 Leroy capó
- 1999 Marvin H. Caruthers por sus contribuciones pioneras a la síntesis química de ADN y ARN
- 1998 Bruce Merrifield
- 1997 Lloyd M. Smith
- 1996 David Lipman
- 1995 Klaus Biemann
- 1994 Federico Sanger

## Revista de Técnicas Biomoleculares
La ABRF publica la revista Journal of Biomolecular Techniques. La revista es revisada por expertos y se publica trimestralmente. El principal objetivo de la revista es publicar revisiones científicas y artículos relacionados con las instalaciones de recursos biomoleculares. Los informes publicados por el Grupo de Investigación incluyen encuestas anuales. También se incluyen noticias y eventos, así como la vigilancia de artículos centrado en las técnicas utilizadas en los entornos típicos de las instalaciones de recursos básicos. El actual redactor jefe es Ron Orlando, de la Universidad de Georgia.

## Junta Ejecutiva de la ABRF
- Kevin Knudtson, presidente de ABRF, División de Genómica, Universidad de Iowa
- Justine Kigenyi, Tesorera, Centro Médico de KU
- Marie Adams, Instituto Van Andel
- Roxann Ashworth, Universidad Johns Hopkins
- Kym Delventhal, Instituto Stowers de Investigación Médica
- Sridar Chittur, SUNY Albany
- Nick Ambulos, Facultad de Medicina de la Universidad de Maryland
- Sue Weintraub, Centro de Ciencias de la Salud de la Universidad de Texas en San Antonio
- Magnus Palmblad, Centro Médico de la Universidad de Leiden
- Ken Schoppmann, director ejecutivo de ABRF